# Christopher Knight
Christopher Anton Knight (né le 7 novembre 1957) est un acteur américain, comédien et homme d'affaires. Il est connu pour avoir joué Peter Brady dans la série des années 1970 The Brady Bunch. Il est ensuite devenu un homme d’affaires prospère et a connu une semi-résurgence aux yeux du public à la suite de ses apparitions à la télévision dans les années 2000. Son père, Edward Knight, était également acteur.

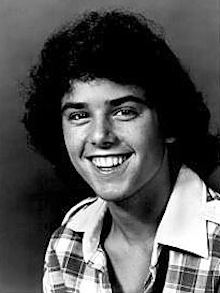
Knight en tant que Peter, le second fils de la famille, dans The Brady Bunch.

Après la fin de ses apparitions dans Brady Bunch, la carrière d'acteur de Knight consistait principalement à faire des apparitions dans d'autres émissions télévisées ( Happy Days, The Love Boat ) et occasionnellement dans des films ( Just You and Me, Kid, Couvre-feu, Good Girls Don't, The Doom Generation, et Nowhere ). Il a retrouvé ses anciens collègues de Brady dans le téléfilm de vacances A Very Brady Christmas (1988). Avant la série Brady Bunch, il avait eu quelques petits rôles à la télévision, y compris une apparition dans la première saison de Mannix, dans un épisode de 1967 intitulé Coffin for a Clown.

## Carrière en informatique
En 1988, Knight, un geek autoproclamé, a quitté sa carrière d'acteur pour rejoindre le secteur de l'informatique. Il a obtenu un emploi en tant que responsable des ventes pour Martec Inc. et a décroché le premier contrat de vente à 7 chiffres de cette société au cours de ses 18 premiers mois de travail, ce pour quoi il a été nommé employé de l'année. En 1989, il a été nommé vice-président du marketing et des ventes de systèmes de conception chez New Image Industry.
En 1991, il a cofondé Visual Software, une société pionnière dans le domaine des graphiques 3D. En 1995, il a fondé Kidwise Learningware, une société qui fabrique des produits éducatifs interactifs. En 1996, il a rejoint le fabricant de claviers Adesso et, en 1997, il est devenu vice-président du marketing chez iXMicro, une entreprise de matériel vidéo. En 1998, il a fondé sa propre société de tuners TV, Eskape Labs, qui a été rachetée par Hauppauge Computer Works en 2000.

## Retour à la télévision
Le 17 avril 1994, Knight a perdu lors de ses débuts en catch dans un dark match au Spring Stampede à Chicago au Rosemont Horizon. Son adversaire était une autre enfant star de la télévision des années 1970, Danny Bonaduce de la famille Partridge.
Knight est apparu dans un épisode spécial de The Weakest Link qui mettait en scène des acteurs de The Brady Bunch en confrontation. Knight a remporté le spectacle et a reversé le produit de la vente (49 000 dollars) à l'œuvre de charité de son choix, Zero Population Growth.
Continuellement à la recherche d'opportunités à la télévision, Knight est apparu lors de la quatrième saison de VH1, The Surreal Life . La série a attiré plus d’attention de la part de Knight que ce n’était le cas depuis un certain temps, en partie parce qu’il semblait torse nu dans la série, révélant ainsi un corps bien bâti. Au cours de son passage dans la série, il a commencé une relation amoureuse avec sa co-star, la mannequin Adrianne Curry, lauréate du cycle 1 du prochain top modèle américain, qui a presque 25 ans de moins que Knight. Après le spectacle, les deux ont emménagé ensemble et se sont fiancés, comme le montre la série VH1 My Fair Brady, qui a débuté le 11 septembre 2005. La série a été renouvelée pour une autre saison et le couple s'est marié à Joliet, dans l'Illinois, ville natale de Curry, le 29 mai 2006, au cours d'une cérémonie de style gothique.
Knight a figuré dans les clips musicaux de Click Five pour Just the Girl, dans lesquels il jouait le rôle d'un professeur de lycée, et dans Catch Your Wave, en tant que gérant d'hôtel.

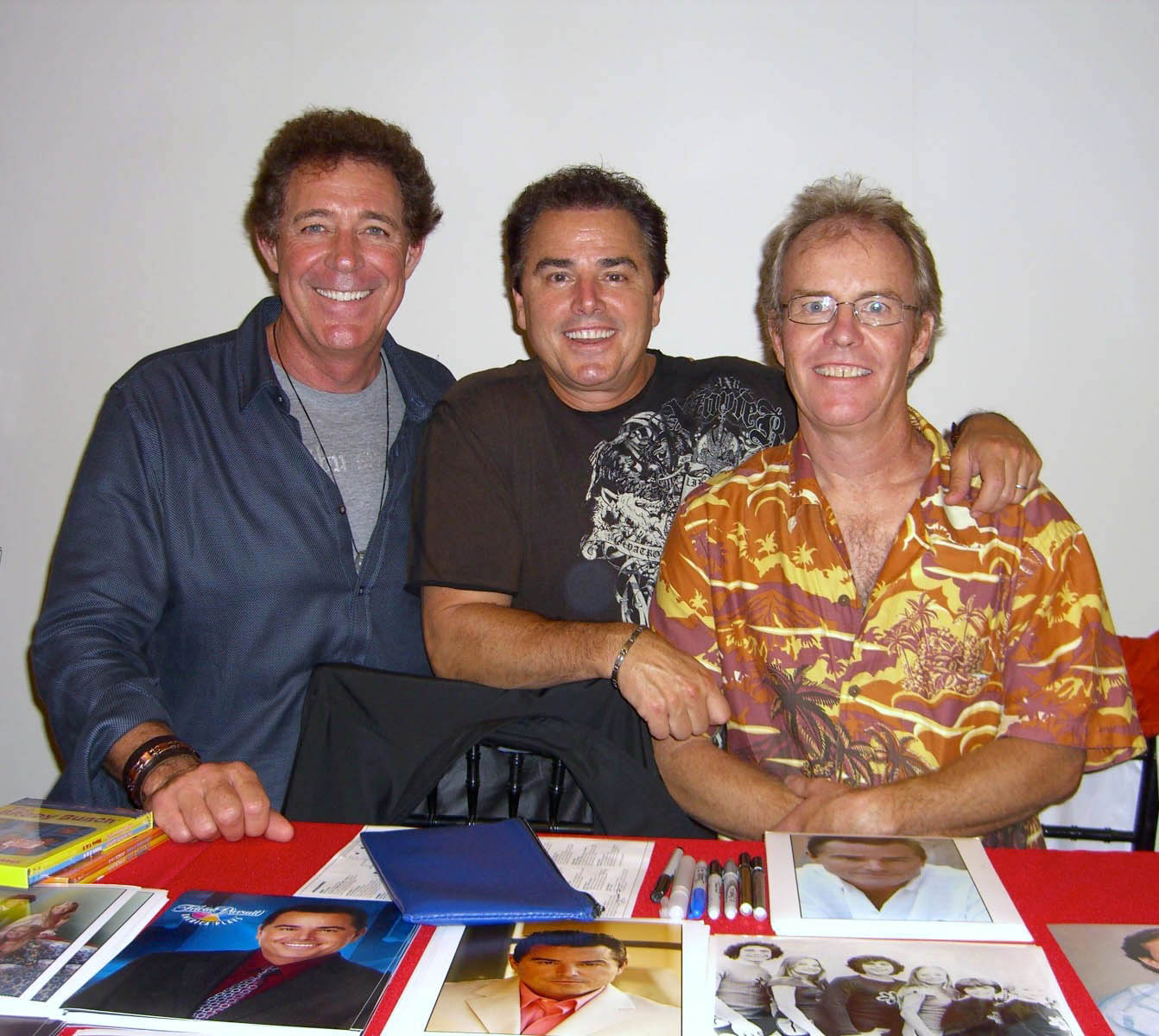
Knight et ses frères Brady Bunch, Barry Williams (à gauche) et Mike Lookinland (à droite) à la Big Apple Convention, 2010.

Knight et l’ancienne co-vedette de Brady Bunch, Barry Williams sont apparus dans un épisode de That '70s Show en 2006, dans lequel lui et Williams incarnaient un couple gay qui a emménagé dans la maison voisine. Les deux sont restés des amis proches depuis l'époque de Brady Bunch, et Williams est apparu à plusieurs reprises dans My Fair Brady. Florence Henderson (Carol Brady), Susan Olsen (Cindy Brady) et Mike Lookinland (Bobby Brady) ont également joué dans un épisode de My Fair Brady . Dans un épisode, Knight a expliqué combien il était important que Curry accepte les relations étroites qu'il entretient avec ses anciens co-stars de Brady Bunch . [réf. nécessaire]
Knight a participé à la minisérie rétrospective de VH-1, I Love The '70s: Volume II. Lui, sa famille et ses amis ont participé à la dernière saison de Celebrity Family Feud sur NBC le 29 juillet 2008. Au cours de la saison de télévision 2008 — 2009, Knight a animé l’émission télévisée Trivial Pursuit: America Plays . Il a animé une série de séries télévisées spécialement conçues par Jonathan Goodson pour la loterie du Michigan, Make Me Rich. La première spéciale était prévue pour le 16 octobre 2009 et une deuxième en février 2010. L'émission a été diffusée périodiquement jusqu'au début de 2012.

## Vie privée
Knight a été marié quatre fois. Knight a demandé en mariage sa troisième épouse, le mannequin et personnalité de la télé-réalité Adrianne Curry, lors de la finale de la saison de My Fair Brady, sur VH1, diffusée le 6 novembre 2005. Le spectacle a été renouvelé pour une deuxième saison qui a débuté en juin 2006 et était axé sur les préparatifs du mariage du couple. Le couple s'est marié à Joliet, dans l'Illinois, ville natale de Curry, le 29 mai 2006, au cours d'une cérémonie de style gothique. Dans un épisode de l’émission-débat de septembre 2007 de Dr Phil qui traitait des différences d'âges importantes de certains couples Curry et Knight ont fait une apparition pour discuter de leurs problèmes de couple avec Phil McGraw. McGraw a prédit que leur style de discussion, en particulier les commentaires blessants de Knight, était un puissant prédicteur du divorce imminent dans les couples. Le directeur de Knight, Phil Viardo, a déclaré le 29 mai 2011 sur un site de potins de célébrités que Knight et son épouse, Curry, annonçaient leur séparation. La date était le cinquième anniversaire de mariage du couple. Le 2 février 2012, lors de son film Attack of the Show de G4, Curry a déclaré que le divorce avait été finalisé. Il a épousé sa quatrième femme, Cara Kokenes, en novembre 2016.
En 1997, on lui diagnostique un TDAH,.

## Filmographie

### Film
| Année | Titre                          | Rôle                           | Remarques         |
| ----- | ------------------------------ | ------------------------------ | ----------------- |
| 1979  | Just You and Me, Kid           | Roy                            |                   |
| 1989  | Curfew                         | Sam                            |                   |
| 1993  | Good Girls Don't               | Montana                        |                   |
| 1995  | The Brady Bunch Movie          | Entraîneur                     |                   |
| 1997  | Nowhere                        | M. Sighvatssohn                |                   |
| 2000  | Family Jewels                  | Le gourou                      |                   |
| 2003  | Dickie Roberts: ex-enfant star | Christopher Knight             |                   |
| 2005  | LA Dicks                       | Bernie Taylor                  |                   |
| 2006  | Fallen Angels                  | Belmont                        |                   |
| 2008  | Light Years Away               | David Sommers                  |                   |
| 2012  | The Lords of Salem             | Keith « Lobster Joe » Williams | Scènes supprimées |
| 2012  | Letting Go                     | Le patron                      |                   |
| 2014  | Guardian Angel                 | Brian Casey                    |                   |
| 2017  | Where the Fast Lane Ends       | Cooley Swindell                |                   |
| 2017  | Prisoner                       | Brad                           | Court             |

### Télévision
| Année      | Titre                               | Rôle               | Remarques                           |
| ---------- | ----------------------------------- | ------------------ | ----------------------------------- |
| 1967       | Mannix                              | Josh               | Coffin for a Clown                  |
| 1969-1974  | The Brady Bunch                     | Peter Brady        | Le rôle principal                   |
| 1972       | The ABC Saturday Superstar Movie    | Peter Brady (voix) | The Brady Kids on Mysterious Island |
| 1972       | The Brady Kids                      | Peter Brady (voix) | Rôle principal (saison 1)           |
| 1974       | ABC AfterSchool Special             | Joe                | Sara's Summer of the Swans          |
| 1976       | Un jour à la fois                   | Pete               | Barbara's Emergence                 |
| 1976–77    | The Brady Bunch Hour                | Peter Brady        | Le rôle principal                   |
| 1977       | The Bionic Woman                    | Policier           | Max                                 |
| 1978       | Happy Days                          | Binky Hodges       | Be My Valentine                     |
| 1978       | Chips                               | Wes Miller         | Family Crisis                       |
| 1979       | Diary of a Teenage Hitchhiker       | pseudo             | Film de télévision                  |
| 1979-1980  | Joe's World                         | Steve Wabash       | Le rôle principal                   |
| 1980       | Valentine Magic on Love Island      | Jimmy              | Film de télévision                  |
| 1981       | The Brady Girls Get Married         | Peter Brady        | Film de télévision                  |
| 1981       | Another World                       | Leigh Hobson       | Rôle invité                         |
| 1984       | Masquerade                          | Hank Totten        | Oil                                 |
| 1984       | The Love Boat                       | Peter Barkan       | 1 épisode                           |
| 1988       | A Very Brady Christmas              | Peter Brady        | Film de télévision                  |
| 1989       | Day by Day                          | Peter Brady        | A Very Brady Episode                |
| 1990       | The Bradys                          | Peter Brady        | Le rôle principal                   |
| 2006       | That '70s Show                      | Josh               | We will Rock You                    |
| 2010, 2018 | The Bold and the Beautiful          | Dr. Andrews        | 2 épisodes                          |
| 2014       | Heartbreakers                       | Hurley Fontenot    | Série télévisée                     |
| 2018       | The Last Sharknado: It's About Time | Grand-père Clarke  | Film de télévision                  |
| 2019       | A Very Brady Renovation             | Lui-même           | Série télévisée HGTV (USA)          |